# Orville (Loiret)
Orville és un municipi francès, situat al departament del Loiret i a la regió de Centre – Vall del Loira. L'any 2007 tenia 119 habitants.

## Demografia

### Població
El 2007 la població de fet d'Orville era de 119 persones. Hi havia 55 famílies, de les quals 17 eren unipersonals (13 homes vivint sols i 4 dones vivint soles), 25 parelles sense fills i 13 parelles amb fills.
La població ha evolucionat segons el següent gràfic:
Habitants censats

### Habitatges
El 2007 hi havia 82 habitatges, 53 eren l'habitatge principal de la família, 23 eren segones residències i 6 estaven desocupats. Tots els 82 habitatges eren cases. Dels 53 habitatges principals, 47 estaven ocupats pels seus propietaris, 4 estaven llogats i ocupats pels llogaters i 2 estaven cedits a títol gratuït; 1 tenia una cambra, 3 en tenien dues, 8 en tenien tres, 13 en tenien quatre i 28 en tenien cinc o més. 45 habitatges disposaven pel capbaix d'una plaça de pàrquing. A 20 habitatges hi havia un automòbil i a 30 n'hi havia dos o més.

### Piràmide de població
La piràmide de població per edats i sexe el 2009 era:
| Homes | Edats   | Dones |
| ----- | ------- | ----- |
| 0     | 95 o +  | 0     |
| 0     | 90 a 94 | 0     |
| 0     | 85 a 89 | 0     |
| 0     | 80 a 84 | 0     |
| 0     | 75 a 79 | 0     |
| 0     | 70 a 74 | 4     |
| 4     | 65 a 69 | 8     |
| 4     | 60 a 64 | 4     |
| 4     | 55 a 59 | 4     |
| 8     | 50 a 54 | 4     |
| 0     | 45 a 49 | 4     |
| 4     | 40 a 44 | 0     |
| 12    | 35 a 39 | 4     |
| 0     | 30 a 34 | 12    |
| 0     | 25 a 29 | 4     |
| 0     | 20 a 24 | 0     |
| 0     | 15 a 19 | 0     |
| 0     | 10 a 14 | 8     |
| 8     | 5 a 9   | 12    |
| 8     | 0 a 4   | 4     |

## Economia
El 2007 la població en edat de treballar era de 76 persones, 63 eren actives i 13 eren inactives. De les 63 persones actives 62 estaven ocupades (32 homes i 30 dones) i 1 aturada (1 dona i 1 dona). De les 13 persones inactives 7 estaven jubilades, 3 estaven estudiant i 3 estaven classificades com a «altres inactius».
Activitats econòmiques
Dels 2 establiments que hi havia el 2007, 1 era d'una empresa de construcció i 1 d'una empresa classificada com a «altres activitats de serveis».
L'únic servei als particulars que hi havia el 2009 era un paleta.
L'any 2000 a Orville hi havia 4 explotacions agrícoles.

## Poblacions més properes
El següent diagrama mostra les poblacions més properes.